# Уфимская земская газета
Уфимская земская газета — еженедельное издание Уфимского губернского земства на русском языке, выходившее в Уфе в 1906 году.
Газета печаталась в «Типографии С. М. Гирбасова Н-ки и К».
Объём: 34 см, пагинация годичная, продолжающаяся, всего 764 столбца при 50 номерах в год.

## График выхода
Газета издавалась с 1 марта 1906 года. Вышли номера: 1 (1-III) — 29 (4-IX).
Последний № не установлен.

## Редакторы
Председатель губернской земской управы: П. Ф. Коропачинский; с № 26 П. Я. Никольский; в № 2 и 10 Е. В. Россинский.

## Содержание
Приложения: официальные материалы об учреждении Государственной думы и о выборах в Государственную думу и Государственный совет (к № 1, 3); Стенографические отчеты о заседаниях Государственной думы (рассылались листами).
В ноябре на последней странице начинают печатать сводку грузов, прибывших на станцию Уфа, с указанием городов-отправителей.

## Изучение
В. В. Пугачёв в докторской диссертации «Уфимская книжность. Эволюция газетного, журнального, типографского и книжного дела» среди основных источников исследования газеты и журналы Уфимской губернии назвал: «Оренбургские губернские ведомости», «Уфимские губернские ведомости», «Уфимский край», «Уфимский вестник», «Уфимская жизнь», «Вестник Уфы», «Уфимская земская газета», «Заволжский летописец», «Пчела», «Мозаика», «Лига», «Листок белого цвета», «Вестник Оренбургского учебного округа», «Уфимские епархиальные ведомости», «Известия Центросоюза», «Белебеевский сельскохозяйственный листок», «Справочный листок Белебеевского уездного земств», «Сеятель», «Уфимский листок объявлений и извещений», «Уфимский справочный листок».